# Bocelli (album)
Bocelli − drugi album włoskiego śpiewaka Andrei Bocellego.
Album ukazał się w 1995. Na dysku znalazła się piosenka Con te partirò, która stała się hitem ogólnoświatowym. Piosenkarz wykonał ją na Festiwalu w San Remo w 1995. Album był platynową płytą w Niemczech, Austrii, Szwajcarii i Holandii.

## Lista utworów
| 1.  | „Con te partirò”                                                                          | 4:09  |
|     | - Lucio Quarantotto, Francesco Sartori – słowa, muzyka                                    |       |
| 2.  | „Per amore”                                                                               | 4:41  |
|     | - Mariella Nava – słowa, muzyka                                                           |       |
| 3.  | „Macchine da guerra”                                                                      | 4:08  |
|     | - Sergio Cirillo, Joe Amoruso, Sergio Cirillo – słowa, muzyka                             |       |
| 4.  | „E chiove”                                                                                | 4:21  |
|     | - Sergio Cirillo/Joe Amoruso, Sergio Cirillo – słowa, muzyka                              |       |
| 5.  | „Romanza”                                                                                 | 3:41  |
|     | - Mauro Malavasi – słowa, muzyka                                                          |       |
| 6.  | „The Power of Love „                                                                      | 5:21  |
|     | - Candy DeRouge, Gunther Mende, Jennifer Rush, Mary Susan Applegate – słowa, muzyka       |       |
| 7.  | „Vivo per lei”                                                                            | 4:23  |
|     | - w duecie z Giorgią, Valerio Zelli, Mauro Mengali, Luigi „Gatto” Panceri – słowa, muzyka |       |
| 8.  | „Le tue parole”                                                                           | 3:57  |
|     | - Sergio Cirillo, Joe Amoruso, Sergio Cirillo – słowa, muzyka                             |       |
| 9.  | „Sempre sempre”                                                                           | 4:18  |
|     | - Luigi „Gatto” Panceri, GianPietro Felisatti – słowa, muzyka                             |       |
| 10. | „Voglio restare così”                                                                     | 3:51  |
|     | - Andrea Bocelli – słowa, muzyka                                                          |       |
| 11. | „Time To Say Goodbye”                                                                     | 4:04  |
|     | - w duecie z Sarah Brightman                                                              |       |
|     |                                                                                           | 46:54 |
|     |                                                                                           |       |